# Eunidia transversefasciata
Eunidia transversefasciata är en skalbaggsart som beskrevs av Stefan von Breuning och De Jong 1941. Eunidia transversefasciata ingår i släktet Eunidia och familjen långhorningar. Inga underarter finns listade i Catalogue of Life.